# Jaufré
El Jaufré o el Roman de Jaufré es un libro de caballerías artúrico en verso, escrito en occitano antiguo. Consta de casi 11.000 versos octosílabos pareados; los estudiosos le han datado desde finales de XII o hasta el último cuarto del XIII. Es el único libro de temática artúrica conservado en lengua occitana. Su autor es desconocido.
En los primeros versos (v. 59 en adelante) se encuentra una dedicatoria al "rey de Aragón", del que se ha supuesto que podría ser Jaime I, pero también se ha barajado la hipótesis de que podría ser su padre, Pedro el Católico, o el abuelo, Alfonso el Casto.
Hay una traducción catalana a cargo de Anton M. Espadaler.